# Un sogno per domani
Un sogno per domani (Pay It Forward) è un film del 2000 diretto da Mimi Leder, ispirato al libro La formula del cuore di Catherine Ryan Hyde.

## Trama
Trevor, intelligente ragazzino di 12 anni, vive una vita difficile con la madre Arlene, ex alcolizzata, in un modesto quartiere di Las Vegas. La donna durante il giorno lavora come cameriera in un locale di striptease. Il padre, invece, violento e con problemi di alcolismo, è un drogato, che violenta la moglie.
Trevor vive una sorta di confuso idealismo, finché un giorno a scuola alla prima lezione del corso di scienze sociali arriva il professor Eugene Simonet che lo stimola a mettere in moto l'innata bontà d'animo.
Il professore ad una lezione domanda in maniera critica alla classe: "Cosa vuole il mondo da noi?". Da quell'istante Trevor intuisce un modo per cambiare in meglio il mondo e comincia a compiere delle buone azioni, chiedendo a chi le riceve di compiere a loro volta un importante favore a tre persone differenti.
Trevor allora per il suo primo favore si dedica ad una persona in difficoltà, Jerry, un tossicodipendente che decide di portare a casa, dandogli ospitalità. Jerry si sdebita aggiustando il motore dell'automobile ad Arlene. Arlene, dal canto suo, ricevuto il favore dallo sconosciuto, decide di passarlo a sua madre, anch'essa barbona e alcolizzata, che non vede da più di tre anni. E così questo meccanismo dal nome "passa il favore" prende vita e in breve tempo si espande a macchia d'olio fino a raggiungere le più grosse città statunitensi. Finché un giorno un giornalista decide di indagare sulla vicenda per scoprire la fonte di tanta bontà.
Trevor, nel frattempo, insiste nelle buone azioni e, dopo aver capito lo stato di necessità e solitudine in cui incorrono la madre e il professore, decide di farli incontrare. I due in effetti incominciano a frequentarsi, ma Eugene, che ha sempre vissuto da solo portandosi nella mente e nel corpo i traumi dell'infanzia dovuta ad un padre violento, al momento di stringere un vero legame con la donna si defila.
A peggiorare la situazione c'è il ritorno del padre di Trevor, che dà sfogo al proprio carattere violento. La madre però trova la forza per cacciarlo. Così Trevor cerca di riportare a casa propria Eugene.
Intanto il giornalista indaffarato a ricostruire la "catena della bontà" incontra prima un ricco imprenditore, poi un delinquente e, infine, giunge sulle tracce della nonna di Trevor. Da lì ricostruisce l'intera catena, individua il primo anello in Trevor e decide di intervistarlo. L'episodio permette a Eugene e Arlene di riunirsi, concretizzando così la seconda buona azione di Trevor.
Ma il terzo favore conduce il ragazzino verso un destino infausto. Infatti, Trevor interviene in una rissa in difesa di un compagno di classe ma ha la peggio e viene accoltellato, morendo poi in ospedale in serata. Tutta la città si riunisce davanti alla casa del ragazzo per commemorarlo.

## Riconoscimenti
- 2001 - Blockbuster Entertainment Awards
  - Miglior attore non protagonista in un film drammatico o romantico a Haley Joel Osment
  - Nomination Miglior attore in un film drammatico o romantico a Kevin Spacey
  - Nomination Miglior attrice in un film drammatico o romantico a Helen Hunt
- 2001 - Young Artist Awards
  - Nomination Miglior attore giovane a Haley Joel Osment
- 2001 - Online Film & Television Association
  - Nomination Miglior performance giovanile a Haley Joel Osment